# Блумфилд, Артур (музыкальный критик)
Артур Джон Блумфилд (англ. Arthur John Bloomfield; род. 3 января 1931, Сан-Франциско) — американский музыкальный критик. Сын медика Артура Блумфилда, внук лингвиста Мориса Блумфилда; внучатый племянник пианистки Фанни Блумфилд-Цейслер.
Окончил Стэнфордский университет (1951), в студенческие годы пел в университетском хоре, в том числе во время концертов под управлением Бруно Вальтера и Пьера Монтё. С 1958 г. публиковался как музыкальный и художественный критик, в 1965—1979 гг. музыкальный и художественный обозреватель газеты San Francisco Examiner, одновременно в 1964—1989 гг. корреспондент лондонского журнала «Опера». Публиковался также как ресторанный критик.
Известен как историк Оперы Сан-Франциско: опубликовал сперва книгу, охватывавшую первые 38 лет работы театра (англ. The San Francisco Opera 1923—1961; 1961), затем расширил её до «50 лет Оперы Сан-Франциско» (англ. 50 Years of the San Francisco Opera; 1972) и наконец в третьем издании довёл историю до 1978 года (англ. The San Francisco opera, 1922—1978; 1978). В 2010 году опубликовал онлайн книгу More Than the Notes (с англ. — «Больше чем ноты», но также и «Больше чем заметки») — субъективные очерки о нескольких десятках дирижёров первой половины XX века. В качестве ресторанного критика опубликовал «Гид по сан-францисским ресторанам» (англ. Arthur Bloomfield's guide to San Francisco restaurants; 1975), а также сборник очерков о кухне разных стран «Гастрономический турист» (англ. The Gastronomical Tourist: Memories and Recipes of a Bistro Crawler at Home and Abroad; 2002).